# Johann Ferdinand Friedrich Emperius
Johann Ferdinand Friedrich Emperius (* 23. Januar 1759 in Braunschweig; † 21. Oktober 1822 ebenda) war ein deutscher Hochschullehrer, Museumsdirektor und Braunschweiger Hofrat.

## Leben und Werk
Der Sohn eines Postamtsverwalters studierte ab 1776 in Göttingen Theologie und Philologie, bevor er für mehrere Jahre nach England an die Universität Cambridge ging. Johann Ferdinand Friedrich Emperius wurde 1781 in die Braunschweiger Freimaurerloge „Carl zur gekrönten Säule“ aufgenommen. Er kehrte 1788 nach Braunschweig zurück, wo er ordentlicher Professor für klassische Literatur am Collegium Carolinum wurde. Im Jahre 1801 wurde er zum Hofrat ernannt.

### Museumsdirektor und Professor in Braunschweig
Im September 1806 wurde Emperius zum Direktor des herzoglichen Kunst- und Naturalienkabinetts, Vorläufer des heutigen Herzog Anton Ulrich-Museums, in Braunschweig ernannt. Während der Zeit des Königreichs Westphalen gab er an dem zur Militärschule umgewandelten Collegium Carolinum Unterricht in Geschichte und englischer Sprache.
Er erhielt 1813 ein Kanonikat am Cyriakusstift. Nach Beendigung der napoleonischen Herrschaft setzte sich Emperius für die Wiederherstellung des Collegium Carolinum ein, dessen Mitdirektor er 1814 wurde. Er nahm einen Lehrauftrag für klassische und englische Literatur an.

### Rückkehr der Beutekunst
Während der napoleonischen Besatzung wurden in großer Zahl Kunstschätze aus ganz Europa, so auch aus der Wolfenbütteler Herzog August Bibliothek und der Salzdahlumer Gemäldegalerie nach Paris geschafft, um dem 1803 gegründeten „Musée Napoleon“ zugeführt zu werden. Der „Kunsträuber von Kaisers Gnaden“, Baron Dominique Vivant Denon, inspizierte zur Auswahl der wertvollsten Stücke mehrere Tage die Braunschweiger Sammlungen. Die Beutekisten erreichten 1807 Paris. Erst nach der Niederlage von Waterloo 1815 reisten Kommissare, so auch Emperius, aus ganz Europa nach Paris, um die Beutestücke zu identifizieren und zurückzuführen. Dies war insofern mühevoll, als sich die Kunstgegenstände nicht nur im Louvre, sondern auch in Provinzmuseen, Schlössern und Kirchen wiederfanden. Die mit wenigen Verlusten nach Braunschweig zurückgebrachten Gemälde der Salzdahlumer Galerie wurden mit den Sammlungen des Kunst- und Naturalienkabinetts im ehemaligen Paulinerkloster vereinigt.
Emperius war verheiratet mit Dorothea Sophie Henriette Eisenbiel (1771–1820). Er starb 1822 in Braunschweig.